# Kraken Mare
Kraken Mare este cel mai mare lac de pe Titan. A fost descoperit de sonda spațială Cassini și denumit în 2008 după Kraken, un legendar monstru marin.